# Lasioglossum suppressum
Lasioglossum suppressum är en biart som beskrevs av Ebmer 1983. Lasioglossum suppressum ingår i släktet smalbin, och familjen vägbin. Inga underarter finns listade i Catalogue of Life.